# Bolszesidorowskie osiedle wiejskie
Bolszesidorowskie osiedle wiejskie (ros. Большесидоровское сельское поселение) – jedno z 7 osiedli wiejskich w rejonie krasnogwardiejskim wchodzącym w skład Republiki Adygei. W 2022 liczyło 2182 mieszkańców.